# Gisslatorp (deel van) en Brotorp (deel van)
Gisslatorp (deel van) en Brotorp (deel van) (Zweeds: Gisslatorp (del av) och Brotorp (del av)) is een småort in de gemeente Vårgårda in het landschap Västergötland en de provincie Västra Götalands län in Zweden. Het småort heeft 92 inwoners (2005) en een oppervlakte van 9 hectare. Eigenlijk bestaat het småort uit twee plaatsen: Gisslatorp en Brotorp, beide plaatsen liggen echter maar gedeeltelijk in het småort. Het småort wordt omringd door zowel landbouwgrond als bos en de dichtstbijzijnde redelijk grote plaats is de stad Alingsås deze stad ligt zo'n tien kilometer ten zuiden van het småort.